# Anton Wassiljewitsch Ablow

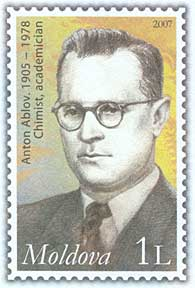

Anton Wassiljewitsch Ablow (russisch Антон Васильевич Аблов; * 3. Augustjul. / 16. August 1905greg. in Odessa, Russisches Kaiserreich; † 19. Mai 1978 in Kischinau, Moldauische SSR) war ein sowjetisch-moldauischer Chemiker und Hochschullehrer.

## Leben
Ablow studierte in Rumänien an der Universität Iași Chemie mit Abschluss 1928 und arbeitete dort bis 1940. Er verließ dann Rumänien und begann seine Lehrtätigkeit am Swerdlowsker Landwirtschaftsinstitut. 1941–1944 leistete er seinen Militärdienst im Deutsch-Sowjetischen Krieg.
1944–1946 nahm Ablow seine Lehrtätigkeit nun am Kischinauer Landwirtschaftsinstitut wieder auf. Er wechselte 1946 an die Universität Kischinau und lehrte dort bis 1978. Daneben arbeitete er 1959–1961 im Institut für Chemie der Moldauischen Akademie der Wissenschaften. 1961 wurde er Mitglied der Moldauischen Akademie der Wissenschaften und war bis 1964 Akademie-Sekretär der Sektion für Naturwissenschaften und Technik. Danach kehrte er an das Institut für Chemie zurück und war dessen Direktor bis 1975.
Ablow war der Begründer der Komplexchemie in Moldau. Im Mittelpunkt seiner grundlegenden Arbeiten standen die Untersuchungen der Koordinationsverbindungen der Übergangsmetalle, insbesondere von Kobalt und Nickel, und deren Synthese. Er eröffnete Wege zu ihrer Anwendung in der Landwirtschaft. Er untersuchte die Ionenaustausch-Extraktion zur Gewinnung reiner Metalle. Zusammen mit I. B. Bersuker verfasste er das Buch Die chemische Bindung in Komplexverbindungen (russisch, Kischinau 1962).
Die 22. Internationale Tschugajew-Konferenz für Komplexchemie 2005 in Kischinau feierte Ablows hundertsten Geburtstag.

## Ehrungen
- Verdienter Wissenschaftler der Moldauischen Sozialistischen Sowjetrepublik